# Ferreiraella soyomaruae
Ferreiraella soyomaruae är en blötdjursart som först beskrevs av Wu och Takashi A. Okutani 1984.  Ferreiraella soyomaruae ingår i släktet Ferreiraella och familjen Ferreiraellidae. Inga underarter finns listade i Catalogue of Life.